# Aaron Cicourel
Aaron Victor Cicourel est un sociologue américain né le 29 août 1928 à Atlanta, et mort le 22 juillet 2023, élève de Alfred Schütz et de Harold Garfinkel.

## Biographie
Après avoir contribué au développement de l'ethnométhodologie, Cicourel se tourne vers la sociologie cognitive.
Son principal terrain d’enquête est formé par les interactions entre médecins et patients, et en particulier l’usage en contexte des catégories professionnelles et ordinaires servant à nommer les troubles et les symptômes.
Il était professeur émérite à l'université de Californie à San Diego.

## Publications
- Methods and measurement in sociology, New York : Free Press, (1964).
- The Social Organization of Juvenile Justice, New Brunswick and London : Transaction Publishers, (1968).
- The Social Organization of Juvenile Justice, London : Heinemann (1976).
  - Traduction française : La justice des mineurs au quotidien de ses services, Editions IES, Genève (2018). Ouvrage disponible au format électronique
- Cognitive sociology : language and meaning in social interaction, New York: Free Press, 1974
  - Traduction française : Sociologie cognitive, PUF, Paris (1979).
- Text and discourse, Ann. Rev. Anthropol., 14: 159-85 (1985).
- « Elicitation as a problem of discourse », in Sociolinguistics : an international handbook of the science of language and society, Walter de Gruyter (1988).
- The interpenetration of communicative contexts : Examples from medical encounters. Social Psychology Quarterly, Vol. 50, no 2, p. 217-226, (1987).
- « The integration of distributed knowledge in collaborative medical diagnosis », in Intellectual teamwork : Social and technological foundations of cooperative work, edited by J. Galegher, R.E. Kraut and C. Egido, 1990, Mahwah, NJ: Lawrence Erlbaum Associates, p. 221-242.
  - Ces trois derniers articles sont disponibles en traduction française dans Le raisonnement médical.
- Le Raisonnement médical. Une approche socio-cognitive. Textes réunis et présentés par Pierre Bourdieu et Yves Winkin. 2002, Seuil, coll. Liber, Paris.
- « Processus cognitifs, interactions et structures sociales », Revue de Synthèse, n°133, 5-45  (2012)[2].
- « Collective memory, a fusion of cognitive mechanisms and cultural processes », Revue de synthèse, n°136, 309–328 (2015)[3].